# MI7
MI7 – sekcja 7. Brytyjskiego Wywiadu Wojskowego, była oddziałem Brytyjskiego Zarządu Wywiadu Wojskowego, części Biura Wojny. Zajmowała się propagandą i cenzurą.